# Сарданешти (Горж)
Сарданешти (рум. Sărdănești) насеље је у Румунији у округу Горж у општини Плопшору. Oпштина се налази на надморској висини од 149 m.

## Становништво
Према подацима из 2002. године у насељу је живело 825 становника, од којих су сви румунске националности.